# Барановский, Владимир Анатольевич

Влади́мир Анато́льевич Барано́вский (8 августа 1959, Таганрог — 4 августа 2021, Таганрог) — российский художник, педагог.

## Биография
Родился 8 августа 1959 года в Таганроге. 
Окончил Пензенское художественное училище имени К. А. Савицкого. 
Преподавал живопись и композицию в Таганрогской детской художественной школе с 1980 года. Работая в ДХШ, разработал совместно с Юрием Шабельниковым оригинальную методику преподавания композиции, построенную на принципах веймарской школы Баухаус.
Первая персональная выставка состоялась в 1997 году в Таганроге.
С конца 1990-х годов активно занимался церковным искусством, храмовыми стеновыми росписями. Барановскому была доверена роспись таганрогского Никольского храма. После этой работы Барановский уехал в Москву и более 10 лет работал ведущим живописцем одной из сильнейших стенописных артелей. Принимал участие в росписи храма Георгия Победоносца на Поклонной горе, Спаса Преображения на Песках, Семеона Столпника на Новом Арбате и многих других. С 2010 года совместно с художницей Натальей Дурицкой расписывал стены храма Рождества Богородицы посёлка Крюково Ростовской области. В 2018 году Владимир Барановский заново расписал в Таганроге Храм Иконы Божией Матери Иерусалимской Одигитрии.
С 2009 года член Союза художников РФ (живописная секция).
За заслуги перед РПЦ был награждён медалью Андрея Рублёва (Девиз медали — «К Божественней красоте устремлялся»).
Умер 4 августа 2021 в Таганроге. Похоронен на Мариупольском кладбище Таганрога.

## Цитаты
- «Утончённость и усложнённость цветовых отношений в пределах намеренно ограниченной палитры составляют одну из основных характеристик живописи В. А. Барановского. Тонкость и яркость — две вещи вряд ли сочетаемые, поэтому естественно, что колорит работ Барановского сдержан. Это не сказывается на многообразии цветовых решений, но его разнообразие — не разнообразие «бабушкиного одеяла». Это отражение и выражение вдумчивого отношения художника к натуре и её передаче на холсте» — Владимир Дмитриев, 2009.

## Семья
- Барановская, Наталья Алексеевна (1958—2024) — жена, российская художница и педагог, директор Таганрогской детской художественной школы (1993—1998).